# Mane (Alpes-de-Haute-Provence)
Mane is een gemeente in het Franse departement Alpes-de-Haute-Provence (regio Provence-Alpes-Côte d'Azur) en telt 1169 inwoners (1999). De plaats maakt deel uit van het arrondissement Forcalquier. Mane telde op 1 januari 2022 1.390 inwoners.

## Geografie
De oppervlakte van Mane bedroeg op 1 januari 2022 22 vierkante kilometer; de bevolkingsdichtheid was toen 63,2 inwoners per km².
De onderstaande kaart toont de ligging van Mane met de belangrijkste infrastructuur en aangrenzende gemeenten.

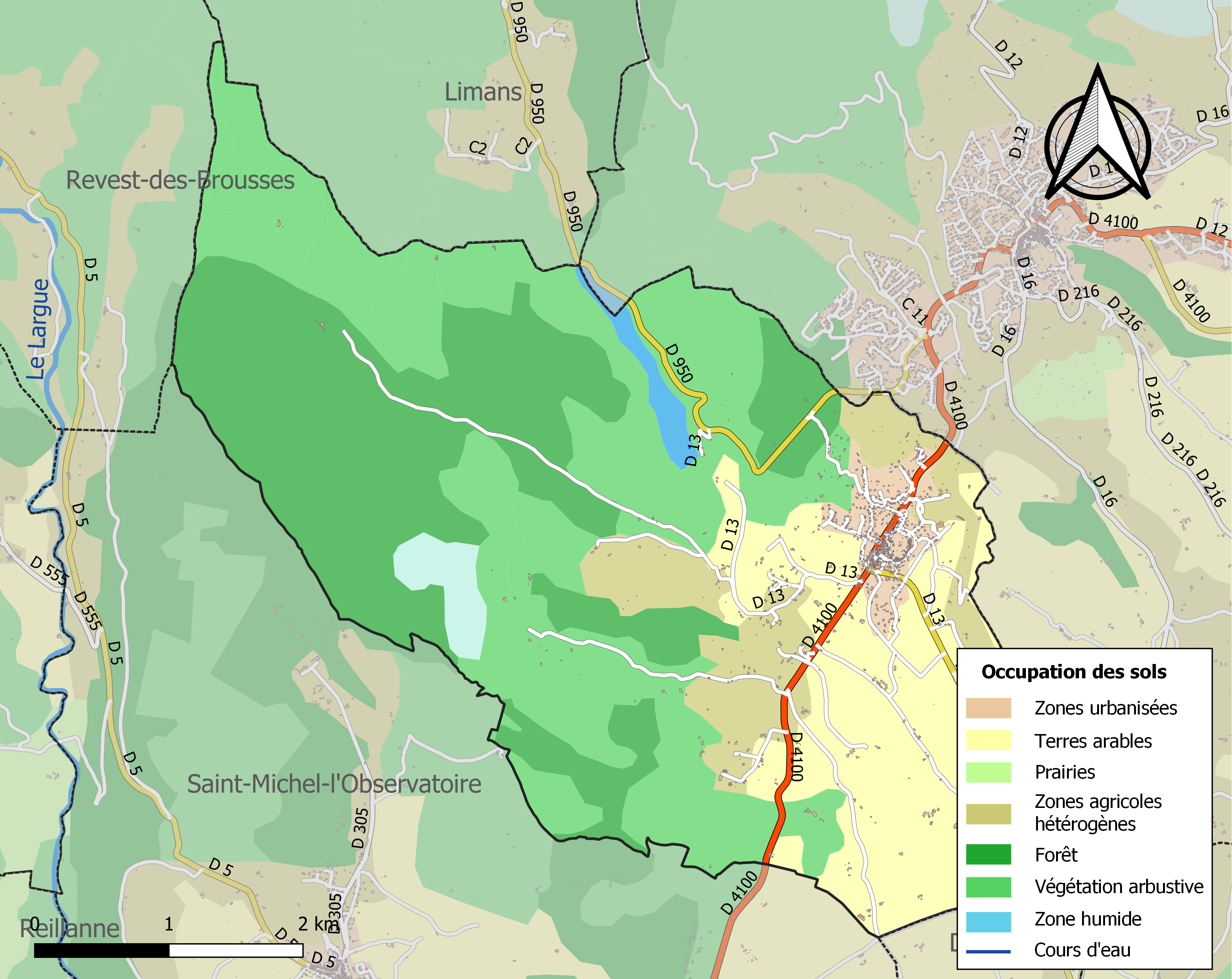

## Verkeer en vervoer
In de gemeente ligt het gesloten spoorwegstation Mane.

## Demografie
Onderstaande figuur toont het verloop van het inwonertal (bron: INSEE-tellingen).

Vanwege een beveiligingsprobleem met de MediaWiki Graph-software is het momenteel niet mogelijk deze grafiek weer te geven. Zodra de software is bijgewerkt zal de grafiek vanzelf weer zichtbaar worden.